# Дейвид Линдзи (автор)
Дейвид Линдзи (на английски: David Lindsay) е английски писател, автор на произведения в жанровете научна фантастика и хумор.

## Биография и творчество
Дейвид Линдзи е роден на 3 март 1876 г. в Люишъм, Англия, в семейство от средната класа от Лондон. Баща му е шотландец. Има по-големи брат и сестра. Отраства отчасти в Джедбърг, след като баща му напуска семейството и емигрира в Канада. След като завършва средното си образование в Люишъм, печели стипендия за университет, но поради финансови причини не следва и става застрахователен служител в компания „Лойдс“. Кариерата му е прекъсната от мобилизиране в Първата световна война, като участва в състава на Гренадирската гвардия, а след това в Корпуса на кралската армия, достигайки чин ефрейтор.
След уволнението си, през 1916 г. се жени за 18-годишната Жаклин Силвър, с имат две дъщери. През 1918 г. напуска застрахователната дейност и със съпругата си се преместват близо до Нюкий в Корнуол, където живеят в периода 1919 – 1928 г. Там започва да пише и да преследва писателската си кариера. През 1928 г. се преместват в Съсекс, а след това през 1938 г. в градска къща в Хоув, Съсекс.
Първият му роман, философско-фантастичният „Пътешествие към Арктур“, е издаден през 1920 г. Главният герой, Маскул – човек жадуващ за приключения, приема покана от Краг, познат на неговия приятел Найтспор, да пътува до Торманс, обитаема планета край звездата Арктур, след магически сеанс. Тримата потеглят с кристален кораб от изоставена обсерватория в Шотландия. Пътуването се превръща в етапи на духовна еволюция, които го водят до разбиране на същността на нещата. Книгата няма успех и е оценена много по-късно от К. С. Луис. През 1970 г. романът е екранизиран в едноименния късометражен филм.
В следващите години пише по-комерсиалния роман „Преследваната жена“ (1922), в който двамата герои откриват стая във времето и докато са там могат да виждат по-ясно и честно; фантастично-социалния „Сфинксът“ (1923), в който изобретяването на машина, способна да записва сънища, ангажира млад учен и неговата любима на едно ново тренсцедентално ниво; хумористичния роман „Приключенията на мосю дьо Мейли“ (1926), чието действие се развива във Франция по времето на Луи XIV; и романът му „Дяволски Тор“ (1932) с теорията за извънземен предтеча от звездите, отговорен за съзнанието на земните хоминиди, последният му издаден приживе.
Със съпругата си отварят пансион в Брайтън, за френски студенти и млади военноморски офицери, но не просперират. Къщата е повредена от първата бомба, паднала над Брайтън през Втората световна война, а Линдзи, който е бил във ваната си по това време е ранен, и никога не се възстановява от шока.
Дейвид Линдзи умира от инфекция в резултат на абсцес на зъба на 16 юли 1945 г. в Хоув, Англия.

## Произведения
- A Voyage to Arcturus (1920)[1][2][3]
Пътешествие към Арктур, изд. „Офир“ (1999), прев. Мая Горчева
- The Haunted Woman (1922)
- Sphinx (1923)
- The Violet Apple (1924, публикуван 1976 г. в сборника The Violet Apple and the Witch)
- Adventures of Monsieur De Mailly (1926) – издаден и като A Blade for Sale
- Devil's Tor (1932)
- A Christmas Play (1930-те, публикуван 2003)
- The Witch (незавършен, публикуван 1976)

### Екранизации
- 1970 A Voyage to Arcturus[2]
- 2020 A Voyage to Arcturus – мюзикъл

## Книги за него
- The Life and Works of David Lindsay (1981) – от Бернард Селин